# Gabrielle Pauli
Gabrielle Pauli, née le 20 mars 1940, est une pneumologue française, spécialiste de l'asthme allergique.

## Biographie
Gabrielle Pauli est née en Alsace et grandit à Sélestat, dans une famille de maraîchers. Sa mère décède à sa naissance, et très jeune, Gabrielle fréquente les services d'hôpitaux, ce qui décidera de sa vocation. 
Après un début de carrière professionnelle dans l'enseignement des mathématiques à Nancy, elle passe les concours de médecine à Strasbourg. Interne puis cheffe de clinique à l'Hôpital civil de Strasbourg en pneumologie dans le service de pneumologie du Pr Oudet. Elle poursuit une formation supplémentaire en 1968 en asthme et allergologie dans le service du Pr Charpin à Marseille.Elle se spécialise à partir de 1970 dans l'étude de l'asthme allergique et initie la première culture expérimentale d'acariens avec une équipe de collègues chercheurs. 
En 1967, elle défend sa thèse intitulée Contribution à l'étude du cancer bronchopulmonaire primitif chez la femme, à propos de 50 observations
Praticien hospitalier à partir de 1974, elle obtient un certificat d'immunologie de l' Institut Pasteur à Paris, ce qui favorise son accès à des postes de responsabilité tels que celui de  chef de service de pneumologie de l'Hôpital civil en 1984, puis la direction du service de pneumologie au pavillon Laënnec de l'hôpital civil de Strasbourg en 1990.  
Elle est présidente de la Société de pneumologie de langue française de 1991 à 1993. 
Elle reçoit en 1994 le Prix Environnement et santé pour l'ensemble de ses recherches sur l'asthme allergique.
En 1999, elle publie en collaboration avec Jean-Claude Bessot et Olivier Vandenplas, un ouvrage sur l'asthme professionnel.